# São Benedito
För andra betydelser, se São Benedito (olika betydelser).

São Benedito tillhör kommunen Santa Luzia, vars läge i Minas Gerais är här markerat.

São Benedito är en ort och ett distrikt i sydöstra Brasilien och ligger i delstaten Minas Gerais. Den är den största orten i kommunen Santa Luzia och har cirka 130 000 invånare. São Benedito är belägen strax nordost om Belo Horizonte, cirka 760 m ö.h.

## Befolkningsutveckling
| Område                | Areal (km²)   | Invånarantal 1 augusti 2000 | Invånarantal 1 augusti 2010 |
| --------------------- | ------------- | --------------------------- | --------------------------- |
| Kommunen Santa Luzia  | 235,33        | 184 903                     | 202 942                     |
| Urban befolkning      | Ingen uppgift | 184 208                     | 202 378                     |
| ...varav São Benedito | Ingen uppgift | 125 659                     | 130 390                     |